# Kyrnałowo
Kyrnałowo (bułg. Кърналово) – wieś w Bułgarii, w obwodzie Błagojewgrad, w gminie Petricz. Według danych szacunkowych Ujednoliconego Systemu Ewidencji Ludności oraz Usług Administracyjnych dla Ludności, 15 czerwca 2020 roku miejscowość liczyła 1 613 mieszkańców.

## Historia
Kyrnałowo zostało wymienione w osmańskich rejestrach podatkowych z lat 1570, 1606 i 1664–1665. Według pierwszego rejestru w wiosce mieszkało 4 muzułmanów oraz znajdowało się 160 chrześcijańskich gospodarstw domowych.

## Zabytki
Do rejestru zabytków wpisane są:
- Chram św. Atanazego Wielkiego
- Uznany w 1962 roku za pomnik przyrody skalny fenomen – pozostałość po wygasłym wulkanie[3]

## Infrastruktura
We wsi znajduje się szkoła podstawowa im. Bratja Miładinowi oraz czitaliszte im. Goce Dełczew.

## Osoby związane z miejscowością

### Urodzeni
- Angeł Manołow (1912–1991) – bułgarski dyrygent, muzykant
- Kostadin Paskalew (1961) – bułgarski kmet Błagojewgradu, wicepremier i Minister Rozwoju Regionalnego i Robót Publicznych, poseł 40. Zgromadzenia Narodowego